# セダ・トカトルオール
セダ・アスラニュレク（Seda Aslanyürek、1986年6月25日 - ）は、トルコの元女子バレーボール選手である。旧姓はトカトルオール（Tokatlıoğlu）。元トルコ代表。

## 来歴
16歳でシニアトルコ代表に初めて選ばれた。
2003欧州選手権で銀メダルを獲得した。同年11月のワールドカップ、2006年の世界選手権にも出場した。
2008年のワールドグランプリではレギュラーとしてチームを牽引した。2010年、世界選手権で6位となった。
2011-2012シーズンを若いながら強豪クラブの フェネルバフチェ でキャプテンになり、欧州チャンピオンズリーグを制覇。2014-15シーズンからは中国リーグのBeijing Volleyballに移籍する。

## 球歴
- 2003欧州選手権 - 銀メダル
- 2005年地中海ゲーム - 金メダル
- 2009年地中海ゲーム - 銀メダル
- 2009年ヨーロッパリーグ - 銀メダル
- 2010年ヨーロッパリーグ - 銅メダル
- 2006年 - 世界選手権（10位）
- 2010年 - 世界選手権（6位）

## 受賞歴
- 2008ワールドグランプリ ベストスコアラー
- 2008-2009年トルコ1部リーグ MVP
- 2008–2009年CEVカップ ベストスコアラー

## 所属チーム
- Iller Bankasi （2002-2005年）
- フェネルバフチェ （2005-2014年）
- Beijing Volleyball（2014-2015年）
- ワクフバンク（2015-2016年）
- ガラタサライ（2016-2018年）
- PTT Spor（2019-2020年）
- ベシクタシュ（2020年）
- Karayolları SK（2020-2021年）
- Adam Voleybol（2021-2022年）